# Mitchell U-2 Superwing
 (novembre 2019).

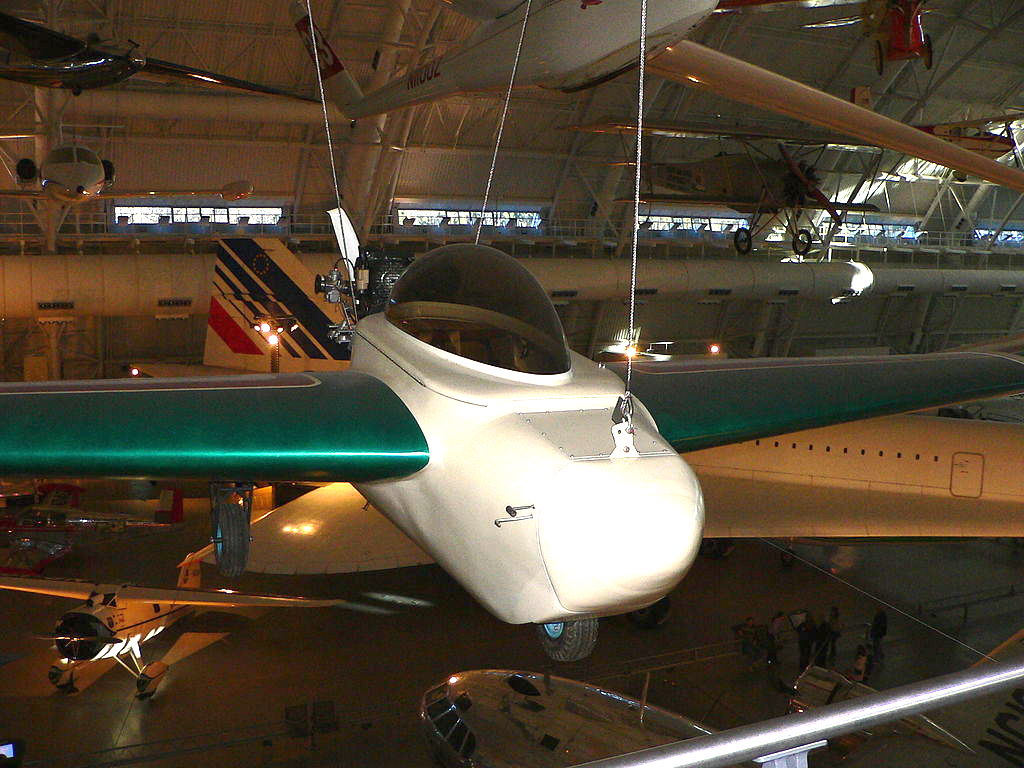

Le Mitchell U-2 Superwing est un avion ultra-léger américain conçu par Don Mitchell pour la construction amateur.

## Conception et développement
Bien que l'avion ait été conçu avant l'entrée en vigueur des règles américaines FAR 103 Ultralight Vehicles, le U-2 Superwing les respecte de toute façon (y compris le poids vide maximal de la catégorie de 254 lb (115 kg)). L'avion a un poids vide standard de 240 lb (109 kg). Il dispose d'un porte-à-faux mi-aile, d'un cockpit fermé monoplace, d'un train d'atterrissage tricycle et d'un seul moteur en configuration poussoir. Le U-2 est un développement de la haute aile B-10. 
Le fuselage de l'avion est fabriqué à partir d'un tube en acier soudé, tandis que l'aile est en bois et en mousse, avec revêtement dopé en tissu d'avion. Son aile de travée de 34 pi (10,4 m) utilise un aéroglisseur Wortmann FX05-191 modifié. Les commandes de vol ne sont pas conventionnelles; le tangage et le roulis sont contrôlés par des élévones et le lacet est contrôlé par les gouvernails de l'extrémité de l'aile. Le train d'atterrissage principal est suspendu et la roue avant est dirigeable et équipée d'un frein. 
Le U-2 peut accepter une variété de moteurs allant de 25 à 40 ch (19 à 30 kW) montés en configuration poussoir.